# Иванов, Владимир Ильич (политик)
Владимир Ильич Иванов (укр. Володимир Ілліч Іванов; род. 14 июля 1982, Херсон) — украинский предприниматель, политик.
Народный депутат Украины IX созыва.

## Биография
Окончил Херсонский государственный аграрный университет (специальность «Инженер-строитель»).
Иванов является директором по производству на аграрном предприятии.
Он был руководителем ООО «Киевновбуд» (до 2017 года), ООО «Борнмут» (до 2019 года).

## Политическая деятельность
Кандидат в народные депутаты от партии «Слуга народа» на парламентских выборах 2019 года (избирательный округ № 185, город Каховка, Верхнерогачикский, Генический, Ивановский, Каховский, Нижнесерогозский, Новотроицкий районы, часть Чаплинского района). На время выборов: директор по производству ООО «Агропроект-Юг», проживает в Херсоне. Член партии «Слуга народа».
Член Комитета Верховной Рады по вопросам организации государственной власти, местного самоуправления, регионального развития и градостроительства.
Заместитель сопредседателя группы по межпарламентским связям с Государством Израиль. Заместитель члена Постоянной делегации в Парламентской ассамблее Организации Черноморского экономического сотрудничества.